# Cornifalx insignis
Genre
Espèce
Cornifalx insignis, unique représentant du genre Cornifalx, est une espèce d'araignées aranéomorphes de la famille des Orsolobidae.

## Distribution
Cette espèce est endémique de Tasmanie en Australie.

## Description
Le mâle holotype mesure 4,66 mm et la femelle paratype 5,71 mm.

## Publication originale
- Hickman, 1979 : Some Tasmanian spiders of the families Oonopidae, Anapidae and Mysmenidae. Papers and Proceedings of the Royal Society of Tasmania, vol. 113, p. 53-79 (texte intégral).